# Nitrógeno-15
El nitrógeno-15 es un isótopo estable y no radiactivo del nitrógeno. El 15N se emplea a menudo en investigación médica y en agricultura. También se emplea habitualmente en espectroscopia de resonancia magnética nuclear (NMR) porque, a diferencia del isótopo más abundante 14N, posee un espín de ½, lo cual simplifica su observación mediante la técnica de NMR. En investigación, se puede obtener proteínas o ácidos nucleicos marcados isotópicamente con 15N, cultivando muestras biológicas en medios conteniendo 15N como única fuente de nitrógeno. La demostración de que la replicación de ADN es semiconservativa (experimento de Meselson-Stahl) se llevó a cabo de esta manera. El 15N se emplea también para el marcaje de proteínas en técnicas de proteómica cuantitativa (por ejemplo, SILAC).
El nitrógeno-15 es un producto del 15O por desintegración beta en las estrellas.
- Datos: Q3271953